# Capilla de la Virgen de los Desamparados (Alcalá de Chivert)
La capilla de la Virgen de los Desamparados de Alcalá de Chivert (Provincia de Castellón, España) está situada en la calle que recibe el nombre de la cual es votiva, esquina con Alcalde Puig. Ha sido calificada como Bien de Relevancia Local con la categoría de Monumento de Interés Local. 
En una primera fase, se construyó en 1705, en mampostería y con puerta adintelada sobre la que hay un vano y después de una sencilla cornisa, una campana. 
La planta es de una sola nave, con cuatro tramos y en el primero de ellos una cúpula. Después le sigue una bóveda de cañón. La parte de la sacristía tiene la cubierta plana. La segunda fase de la capilla se construyó en el año 1863.

## Historia
En 1704, los vecinos de la calle de la Corte —actualmente Virgen de los Desamparados— compran una casa para convertirla en capilla. Es en 1705 cuando se acaban las obras y es bendecida. Era un espacio reducido, de 5 x 7 metros, formando un cuadrado cubierto por una cúpula sobre pechinas, sin pavimentar. En 1732, derruida la Iglesia parroquial para construir una nueva, el sagrario se traslada a la capilla durante un año, hasta adecuar la iglesia provisional. En ese año ya existía una imagen de la Virgen, y se hace donación de otra, que presidió el altar hasta la Guerra Civil iniciada en 1936.
En 1845 José Salvador, Marques de Villores, manda construir el corazón alto sobre la puerta. En 1863 se compra la casa de al lado y se amplía la longitud de la capilla, abriendo una ventana baja, y construyendo un nuevo retablo. Y en 1919 se coloca el zócalo de mostradores y se hace el estucado y dorado de toda la capilla.
En 1940 se instala un sencillo altar de madera para sustituir el altar destruido durante la Guerra Civil. A principios de los años 60 Vicente Giner decora las vidrieras de las ventanas. Y en el año 2004 se realiza una restauración integral del templo y se construye el altar, siguiendo el modelo de 1863.

## Arquitectura
Obra de masonería con las fachadas cubiertas de piedra decorativa simulando sillares. La apertura de la puerta formada por sillares rebajados formando escalones rectilíneos con el dintel decorado por el año de construcción y por un anagrama mariano, sobre la cual hay una ventana que ilumina el coro y después de una sencilla cornisa, un campanario de pared.
Se trata de una construcción sencilla, con planta de una nave dividida en cuatro tramos. Está cubierta con una cúpula en el primer tramo y vuelta de cañón con lunetos en los otros.